# 千葉県立佐倉高等学校
千葉県立佐倉高等学校（ちばけんりつ さくらこうとうがっこう、英: Chiba Prefectural Sakura Senior High Schools）は、千葉県佐倉市鍋山町に位置する公立高等学校。

## 概要
寛政4年（1792年）に佐倉藩の藩校「佐倉藩学問所」を前身として創設された高等学校である。現在は記念館となっている旧本館（久野節設計）は明治時代の洋風建築校舎で、国の登録有形文化財である。
地域交流棟には日本で最初の蘭和辞典『ハルマ和解』やオランダ医学書をはじめ、藩校以来の和漢洋書約1万点を所蔵した県指定有形文化財である「鹿山文庫」が展示され、地域にも開放されている。オランダ、アメリカ合衆国、オーストラリアへの留学制度プログラムをはじめ国際交流事業にも積極的に取り組んでいる。
著名な卒業生として伊東忠太（東京帝国大学名誉教授）、長嶋茂雄（読売ジャイアンツ終身名誉監督）、藤木直人（俳優、歌手）、杉野遥亮（俳優、モデル）、BUMP OF CHICKENの増川弘明、升秀夫など。著名な元教員として小出義雄（女子マラソン監督）らがいる。
千葉県からの指定により2005年度から進学重視型単位制高校へ移行し、2010年4月には県の進学指導重点校に指定された。
また、文科省より、2013年度にスーパーサイエンスハイスクール（SSH）、2016年度にスーパーグローバルハイスクール（SGH）に指定された。

## 沿革

### 経緯

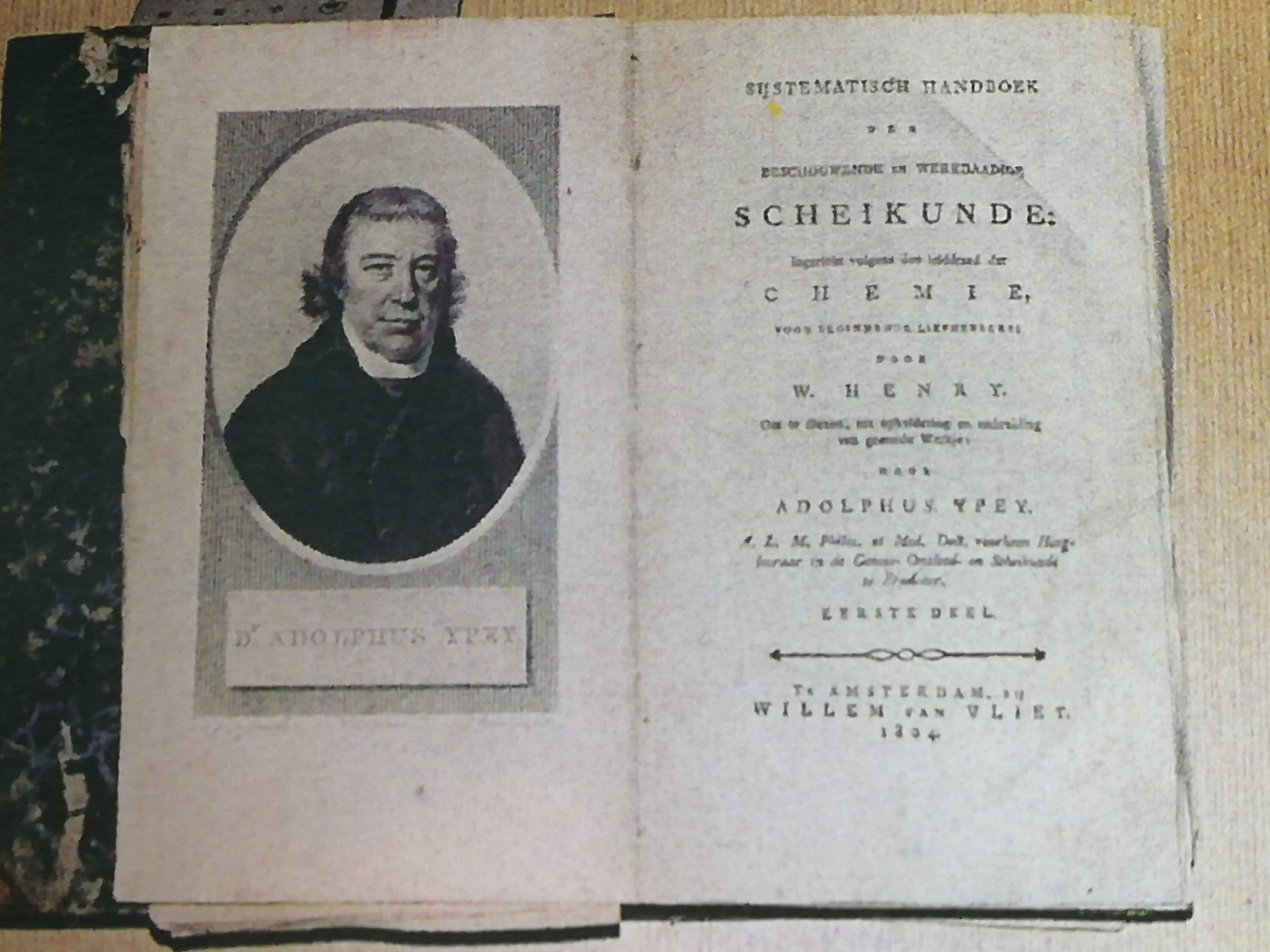
Ypey,scheikunde(1804年)
佐倉高校所蔵・文化財

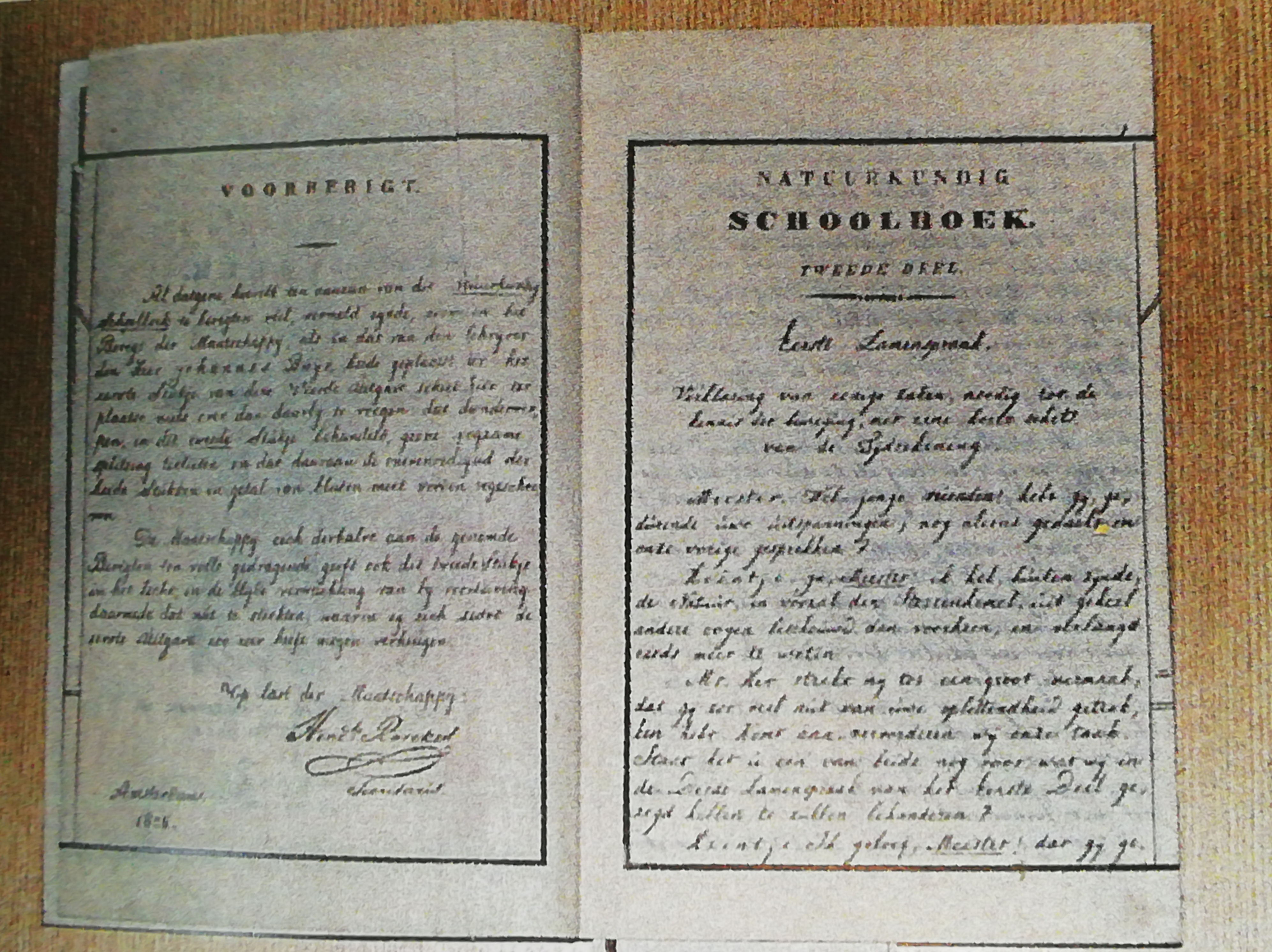
Natuurkundig schoolboek, Leiden, Deventer.Groningen(1828年・オランダ語 物理学書)
佐倉高校所蔵・文化財

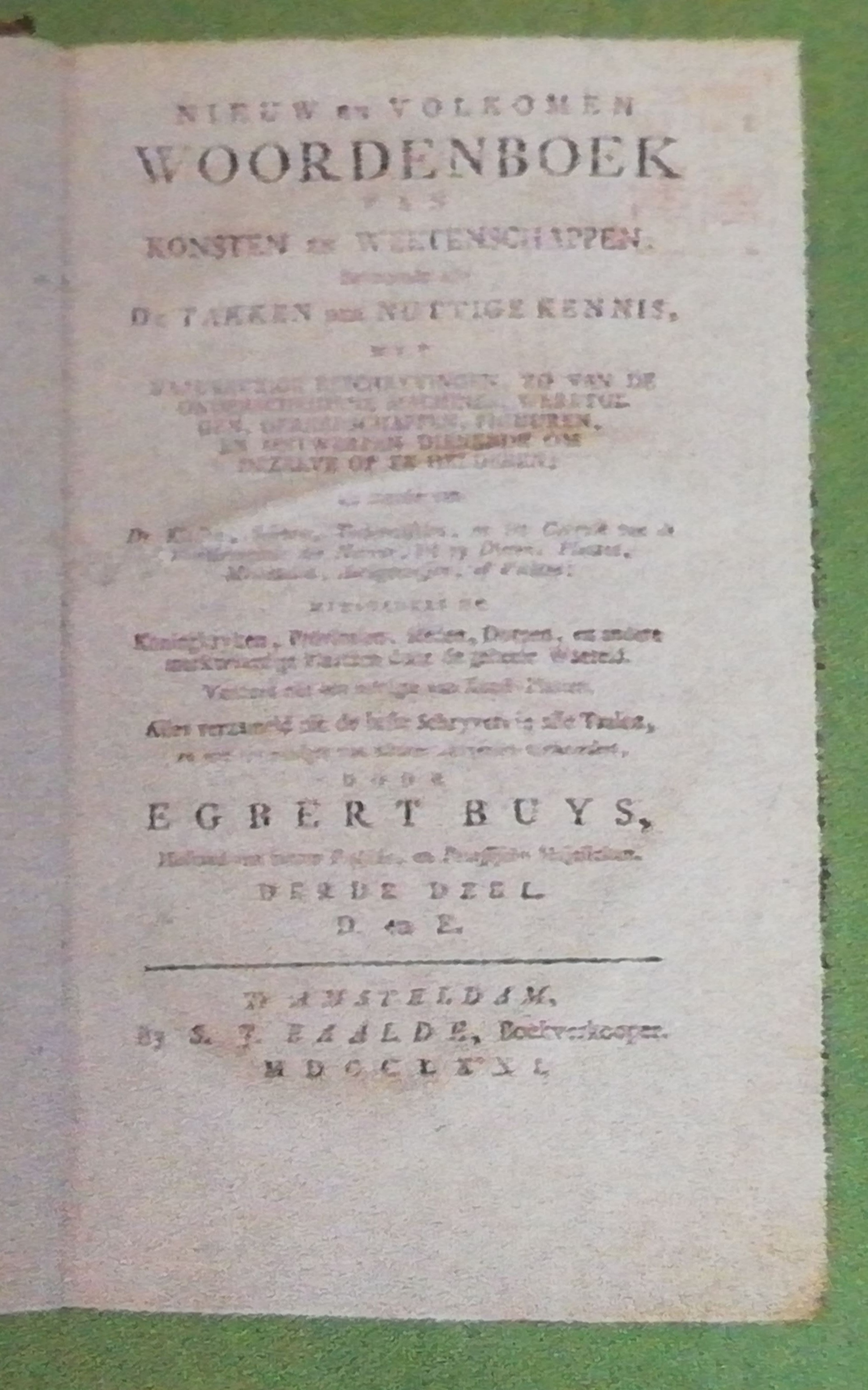
Buys, Egbert .Nieuw en volkomen weetenschappen(1769年)
佐倉高校所蔵 文化財

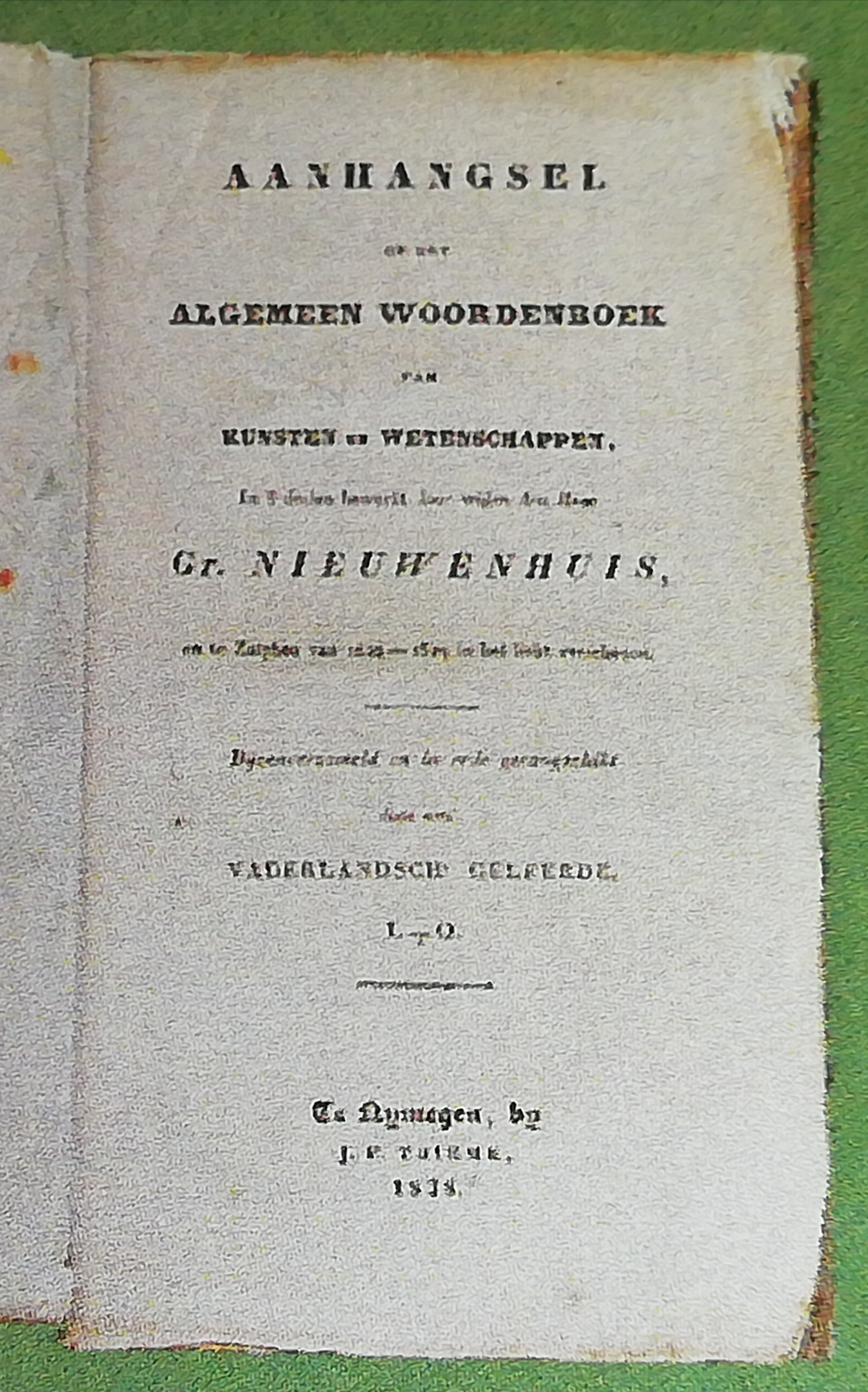
Nieuwenhuis,Gt. Aanhangsel op het algemeen woordenboek van kunsten en wetenschappen,Nijmegen(1831年)
佐倉高校所蔵 文化財

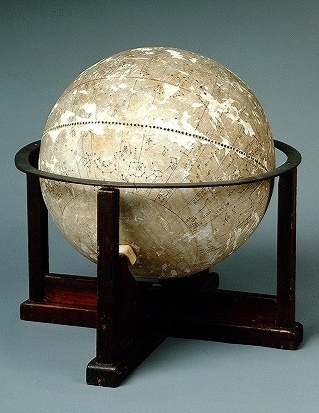
1820年代の藩校時代に天文学の授業で使われた天球儀。星座や恒星が描かれ天体の動きを知り暦の理解に使用された。
(千葉県指定有形文化財)

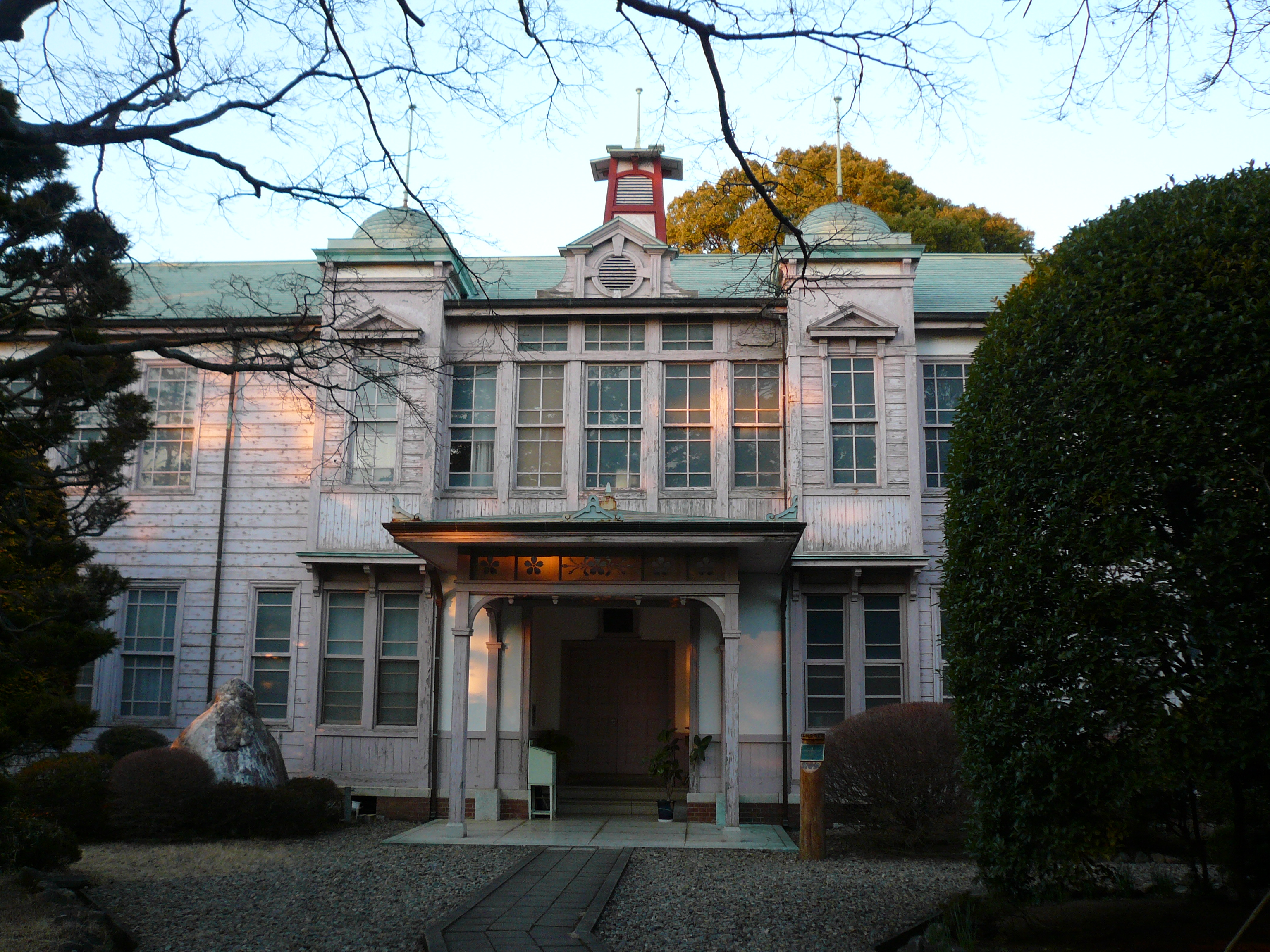
旧本館(現記念館)
1910年建築・国登録有形文化財

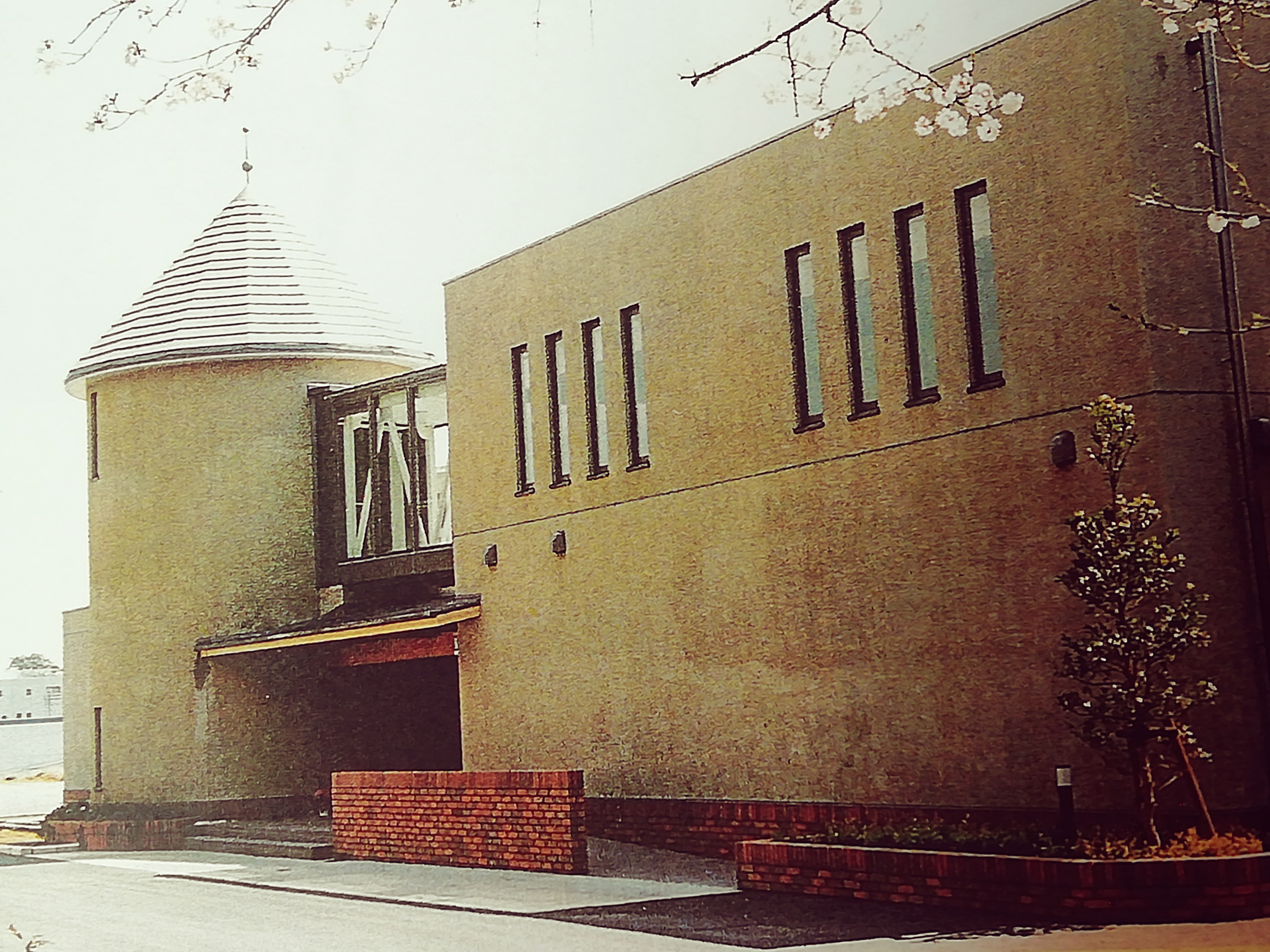
Sakura Cultureel Centrum
(佐倉高校 地域交流施設)

江戸時代、佐倉藩（11万石）の藩校として寛政4年（1792年）に設立。アメリカ総領事のタウンゼント・ハリスが日米修好通商条約の調印を求めて来日した際、上洛して孝明天皇から条約調印の勅許を得ようとするなど日本を開国に導いた江戸幕府老中首座の堀田正睦をはじめ歴代の佐倉藩主は人材の育成の為、学問および武芸を奨励した。特に幕末には蘭学、英学などの洋学も積極的に取り入れた。その後、廃藩置県により佐倉県立学校、印旛県立学校と変遷し、1873年には 旧佐倉藩士の援助のもと学校施設一切を引き継ぎながらも改組し千葉県で最初の旧制中学校となる私立鹿山中学校となった。1899年に千葉県に移管され旧制千葉県佐倉中学校（「千葉県立」の旧制中学校としては1878年設置の旧制千葉中学校（現在の千葉県立千葉高等学校）に次ぐ設立）となり、1948年の学制改革により新制高等学校として千葉県立佐倉高等学校となった。

### 年表

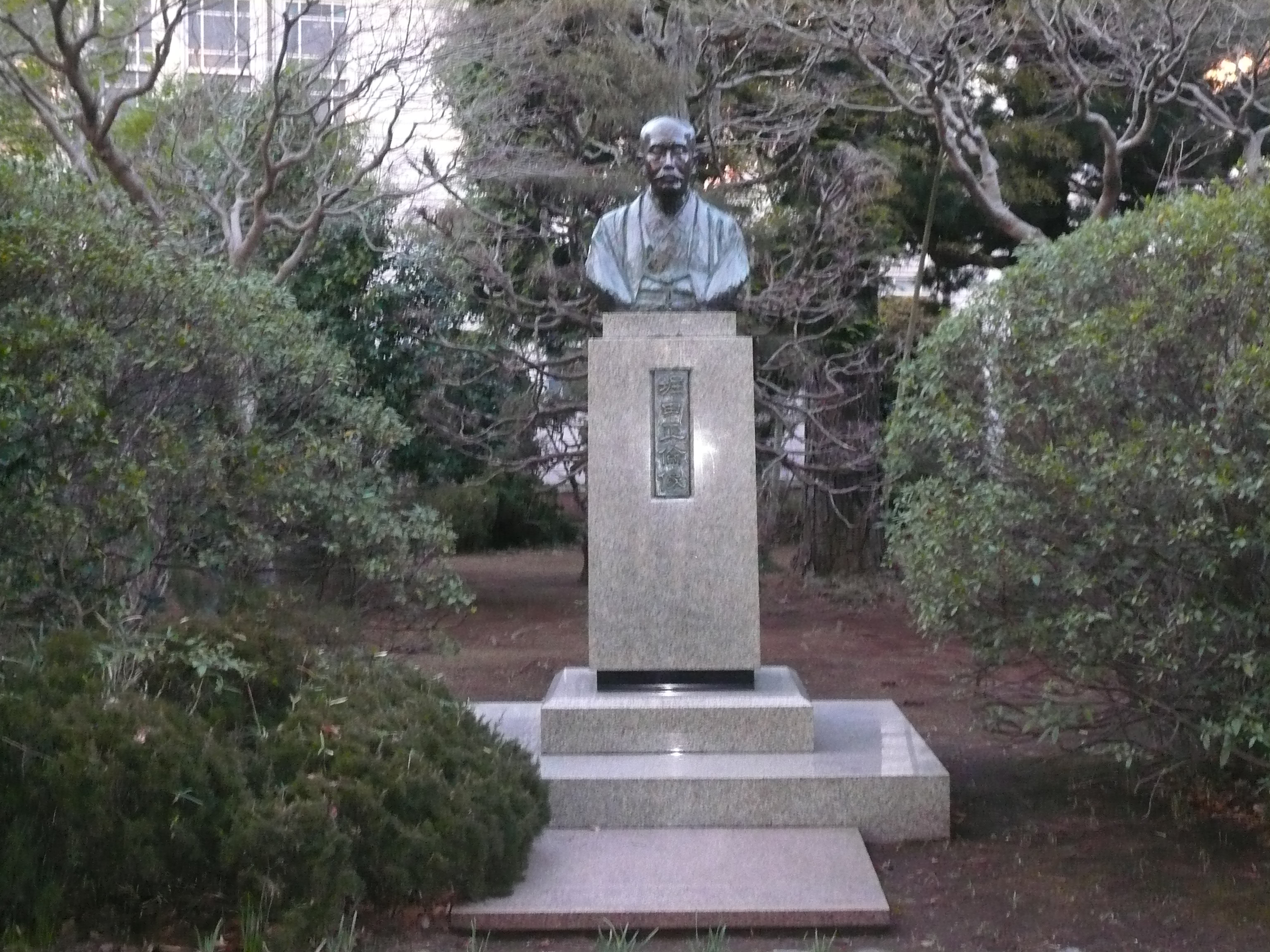
堀田正倫伯爵・胸像

- 1792年（寛政4年） 佐倉藩の藩校、佐倉藩學問所として創立。
- 1805年（文化2年） 温故堂と称する。
- 1823年（文政6年）
  - 江戸幕府より佐倉藩が江戸湾沿岸の異国船渡来に備えた警備を任じられる。その為、猪鼻台(現在の千葉市)に在番する藩士の子弟の為に分校を猪鼻台に設置。
  - 江戸幕府より佐倉藩へ与えられた出羽国(現在の山形県)の飛地領地(四万石)に在番する藩士の子弟の為に分校を出羽国柏倉陣屋に設置。
- 1836年（天保7年） 成徳書院と改称。
- 1865年（慶應元年）　江戸幕府より佐倉藩は相州浦賀（現在の神奈川県横須賀市）の異国船渡来に備えた警備を任ぜられる。その為、在番する藩士の子弟の為に分校　成徳書院大津教場を設置する。
- 1869年（明治2年） 成徳館（医学・礼節・音楽・書学・数学）と開智館（洋学・軍事）の二校に分離。
- 1870年（明治3年） 開智館を博文堂と改称。
- 1871年（明治4年） 
  - 廃藩置県により同年7月15日に佐倉県が置かれ、成徳館と博文堂を改組・統合し佐倉縣立成徳館となる。
  - 同年11月13日に佐倉県が印旛県と改められ、印旛縣立成徳館と改称。
- 1873年（明治6年） 旧藩士の援助のもと学校施設一切を引き継ぎながらも改組し私立（旧制）鹿山中学校となる。
- 1887年（明治20年）鹿山中学校（鹿山精舎中学校）を改組し佐倉英學校となる。
- 1888年（明治21年）佐倉輯成學校と改称。
- 1896年（明治29年）（旧制）佐倉尋常中學校と改称。
- 1898年（明治31年）国から徴兵猶予認可学校に認定される。
- 1899年（明治32年）千葉県に移管され（旧制）千葉縣佐倉中學校となる。
- 1900年（明治33年）千葉県山武郡成東町（現・山武市）に成東分校を設置。
- 1901年（明治34年）
  - 4月1日、成東分校が千葉縣成東中學校として独立。（現在の千葉県立成東高等学校）
  - 5月17日、（旧制）千葉縣立佐倉中學校と改称。
- 1910年（明治43年）佐倉城追手門前から現在地（鍋山町）へ校舎新築移転。落成式挙行。
- 1910年（明治44年）皇太子（後の大正天皇）、旧制佐倉中學校、佐倉連隊を行啓。
- 1918年（大正7年） 校歌制定。（現・旧校歌）
- 1948年（昭和23年）学制改革により千葉県立佐倉高等学校となる。
- 1950年（昭和25年）千葉県立佐倉第一高等学校と改称。また、統合により千葉県成田市に八生校舎を設置。
- 1951年（昭和26年）男女共学実施。
- 1952年（昭和27年）現在の千葉県富里市に富里分校を併置開校。富里分校に定時制課程普通科を設置。
- 1956年（昭和31年）八生校舎が千葉県立成田農業高等学校として独立。（現在の千葉県立成田西陵高等学校）
- 1961年（昭和36年）千葉県立佐倉高等学校と改称。
- 1963年（昭和38年）富里分校（定時制課程）を閉鎖。
- 1989年（平成元年）記念館改修（屋根を銅板に葺替、サイレン塔及びドーム全面改修、外周塗装等）
- 1992年（平成4年）藩校創立200周年記念式典挙行。 セミナーハウス「学思館」竣成。
- 1993年（平成5年) 千葉県より藩校時代以来の蔵書「鹿山文庫」関係書籍10,500点が「県有形文化財」に指定される。
- 1995年（平成7年)  LL教室に語学演習装置42台設置。
- 1996年（平成8年) コンピュータ室（旧情報・視聴覚教室）及び図書室に冷暖房装置設置。
- 1997年（平成9年）オランダのDollard College（ドラードカレッジ）と交換留学制度を提携開始。第1回オランダへの生徒派遣。
- 1998年（平成10年）千葉県立移管100周年記念式典挙行。
- 2000年（平成12年) アメリカ合衆国のCentral High School-East（セントラルハイスクール・イースト）と交換留学制度を提携開始。
- 2001年（平成13年）3学期制から2学期制へ移行。
- 2002年（平成14年）校内LAN整備完了。
- 2003年（平成15年）千葉県教育委員会より「学力向上パイオニアハイスクール研究指定校」に指定される。
- 2004年（平成16年)「特色ある入学者選抜」入試で「学校独自問題」(国語、数学、英語の各教科「応用」レベル)の出題を実施。（平成24年まで。）
- 2005年（平成17年）
  - 国（文化庁）より旧本館（現記念館）が登録有形文化財に登録される。
  - 学年制から進学重視型単位制へ移行。
- 2006年（平成18年）千葉県より「競技力向上推進校（ラグビー）」に指定される。（平成22まで）
- 2007年（平成19年）全教室に冷房設置完了。
- 2008年（平成20年）
  - 文部科学大臣より同窓会が文化財保護の功績に対して「地域文化功労賞」の表彰を受ける。
  - 文部科学省より「教育課程研究事業研究指定校（芸術）」に指定される。
- 2009年（平成21年）公益財団法人電通育英会より高校時予約型「大学給付奨学制度募集対象高校」に指定される。
- 2010年（平成22年）
  - 千葉県より「進学指導重点校」に指定される。
  - 「NIE(ニューズペーパー・イン・エデュケーション)実践指定校」に指定される。
- 2011年（平成23年）
  - 文部科学省指定コアSSH事業千葉サイエンススクールネット連携校に指定される。
  - SPP(サイエンス・パートナーシップ・プロジェクト)採択校に指定される。
- 2012年（平成24年）
  - 文部科学省予算事業「グローバル人材プロジェクト(海外理解促進事業)」実施校に指定される。
  - オーストラリアのNambour Christian CollegeEast（ナンボー・クリスチャン・カレッジ）と交換留学制度を開始。
- 2013年（平成25年）文部科学省よりスーパーサイエンスハイスクール（SSH）に指定される。
- 2014年（平成26年）
  - 文部科学省より「大学教育再生加速プログラム（高大接続改革推進事業）連携高校」に指定される。
  - 文部科学省指定「千葉大学　次世代才能スキップアッププログラム（海外留学生派遣事業)」による留学生受け入れ開始。
  - 第1回シンガポール海外研修開始。
  - 理数科を設置。
- 2015年（平成27年）文部科学省よりスーパーグローバルハイスクール（SGH）アソシエイトに指定される。
- 2016年（平成28年）
  - 文部科学省よりスーパーグローバルハイスクール（SGH）に[指定される。
  - 第1回イギリス海外研修開始。
- 2017年（平成29年）
  - 千葉県より「英語教育拠点校」に指定される。(ALT常勤校となる。)
  - 第１回ドイツ海外研修開始。
- 2018年（平成30年）文部科学省指定スーパーサイエンスハイスクール（SSH）経過措置校。
- 2019年(平成31年) 文部科学省よりスーパーサイエンスハイスクール(SSH)(第２期目)に指定される。
- 2019年（令和元年）文部科学省よりスーパーサイエンスハイスクール(SSH)科学技術人材育成重点枠・高大接続コンソーシアム参画校に指定される。
- 2020年（令和2年）国立大学法人 東京外国語大学との高大連携協定を締結。
- 2021年（令和3年）文部科学省よりスーパーグローバルハイスクール(SGH)ネットワーク参加校に指定される。

### 旧校名の出典・由来
- 温故堂（1805年-1836年）
温故堂の「温故」は、孔子が『論語』の爲政篇で説いた「温故知新」（故きを温ねて新しきを知る）よりとられている。
- 鹿山精舎（ろくざんしょうじゃ、1873年-1887年）
鹿山精舎の「鹿山」は、佐倉城址のある高台が鹿島山と呼ばれ、同校が1910年に鍋山町の現在地に移るまで藩校以来の校地が佐倉城追手門前（現佐倉市民体育館）に所在していた為、当時の所在地の「鹿島山」からとられている。
- 佐倉集成学校（1888年-1896年）
佐倉集成学校の「集成」（旧字体では「輯成」）は、「孟子」万章の「孔子之謂輯大成、輯大成也者、金聲而玉振之也」よりとられている。

### 分校
前身校となる藩校を設けた佐倉藩は、藩領として飛び地（分領）や支藩を、各地（現在の山形県柏倉、神奈川県海老名市、藤沢市、綾瀬市など）に持っていた。その分領に在番している藩士の子弟への書学、数学、武術などの教育の為、分領の各地に分校を設置した。また同時に佐倉城下の同校へ通学が、やや遠距離となる藩士の子弟にも便宜を図るため、郷校と呼ばれる分校も早くから設置した。
藩校時代から県立移管後までの主な分校は次の通りである。
- 成徳書院柏倉分校（北庠）
天保7年（1836年）-明治4年（1871年）、山形県山形市
- 成徳書院猪鼻分校（南庠）
天保7年（1836年）-明治4年（1871年）、千葉県千葉市猪鼻（現中央区亥鼻）
- 成徳書院大津（浦賀）教場
慶應元年（1865年）-慶應3年（1867年）、神奈川県横須賀市
- 成徳書院飯野郷校
慶應元年（1865年）-明治4年（1871年）
- 成徳書院将門郷校
慶應元年（1865年）-明治4年（1871年）
- 成徳書院江原郷校
慶應元年（1865年）-明治4年（1871年）
- 千葉県佐倉中学校成東分校（現千葉県立成東高等学校）
1900年-1901年、千葉県山武郡成東町
- 千葉県立佐倉第一高等学校八生校舎（現千葉県立成田西陵高等学校）
1950年-1956年、千葉県成田市
- 千葉県立佐倉第一高等学校富里分校
1952年-1963年、千葉県富里市

## 交通
- 京成本線・京成佐倉駅より徒歩15分
- JR総武本線・佐倉駅より徒歩25分
- 北総線・印旛日本医大駅より京成佐倉駅行きバス

## 国際交流プログラム

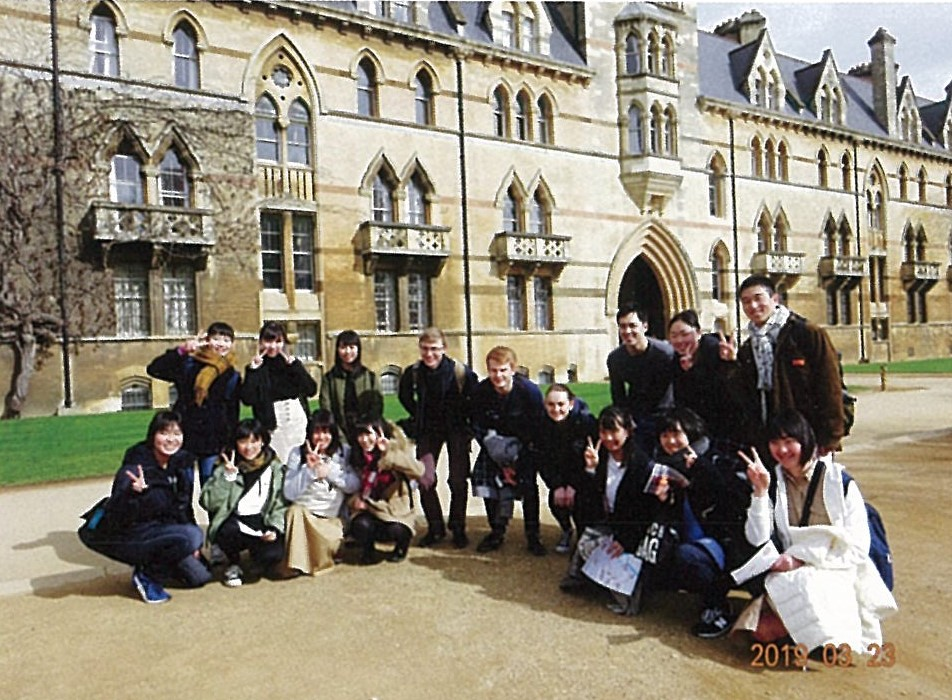
イギリス研修

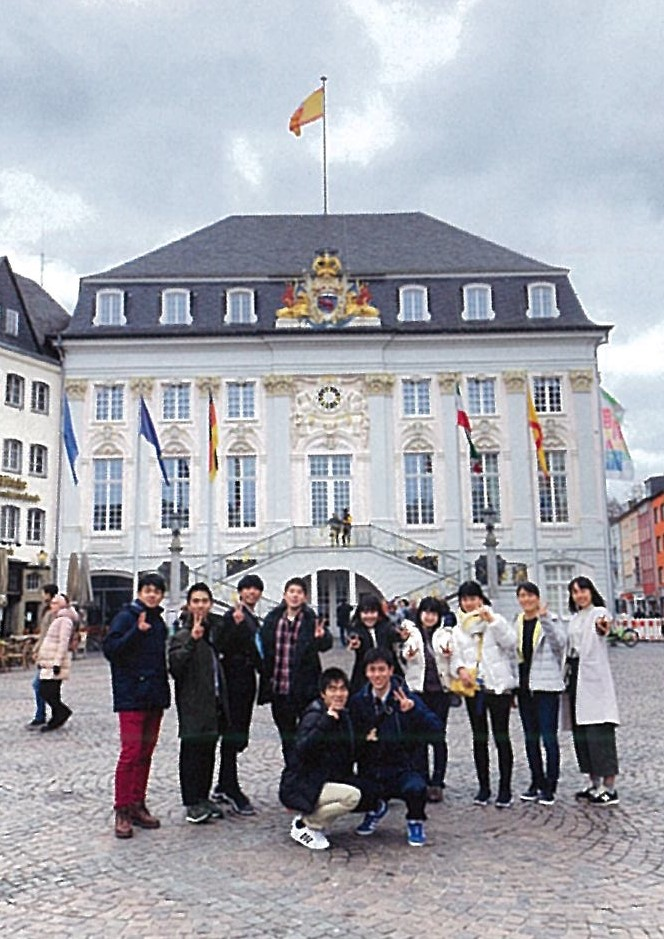
ドイツ研修

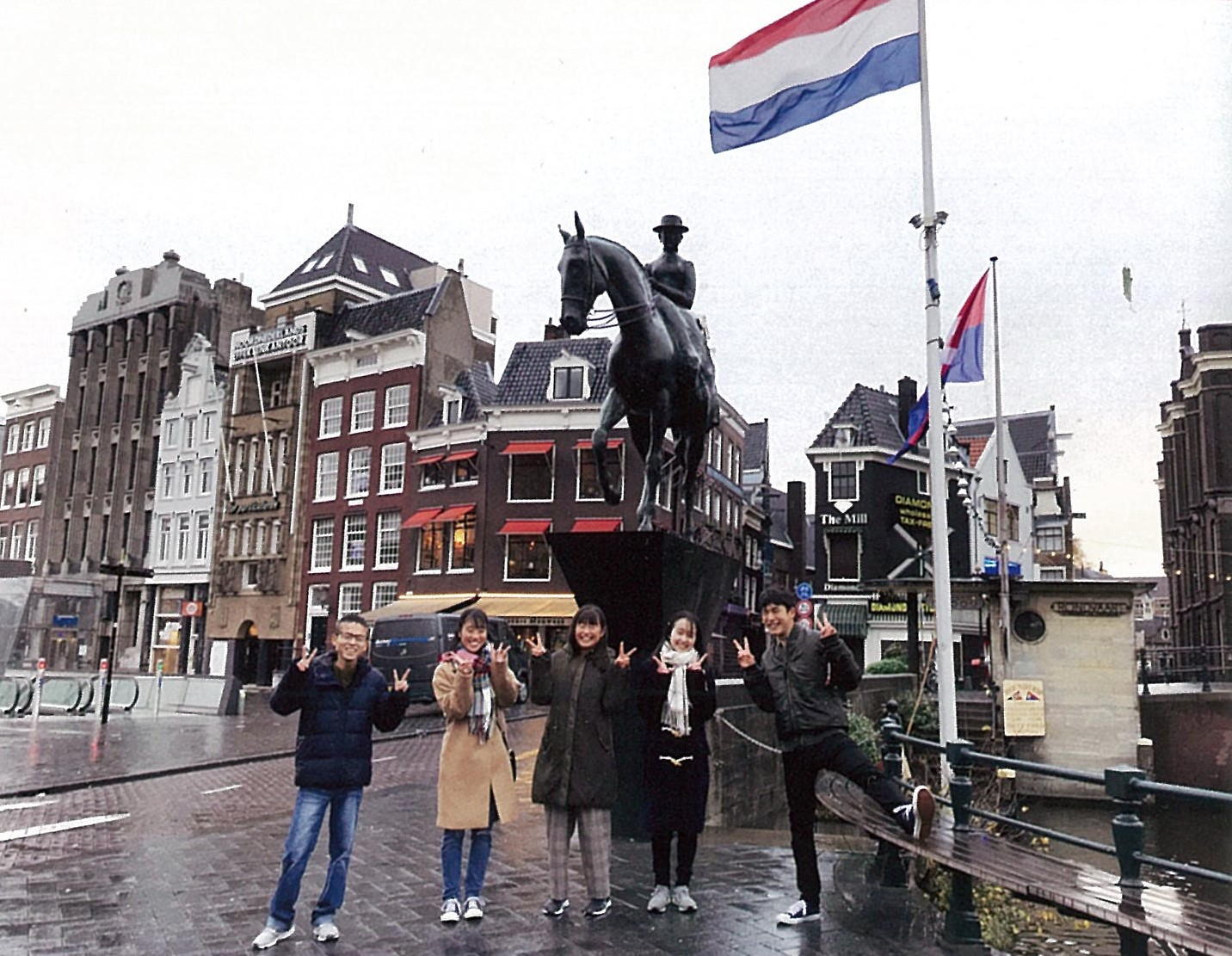
オランダ研修

積極的に国際交流事業へ取り組んでおり、1997年度からオランダ派遣プログラムを実施し、更に2000年度からはアメリカ派遣プログラムも実施していた。2002年に初の海外への修学旅行を実施(シンガポール、マレーシア)。2012年度からは毎年、オーストラリアへの20名程度の短期留学が、8月上旬に行われている。学校公認のプログラムで留学した場合は、留学中の単位を認定している。そのため、留学後は留年することなく、留学期間（1年間）を含めて3年間で卒業することができる。また1997年以来、EU主催でイギリス、フランス、ドイツ、オランダ、ポーランド、スペイン、フィンランド等の国で行われる国際青少年会議に生徒を派遣している。派遣する生徒は毎年11月に全学年から約5名が選抜される。更に2016年に文部科学省よりスーパーグローバルハイスクール（SGH）に指定以降は新たにイギリス、ドイツ、シンガポール、マレーシア、タイ、中国、台湾などとも研修、短期留学などを通じて交流をしている。また更に2017年に千葉県から英語教育拠点校に指定された。校内においても、外国人の英会話指導員 (ALT) が常勤し、英語によるコミュニケーション能力の向上に勉めている。

### 交換留学提携校
- Dollard College（ドラードカレッジ） オランダ
- Central High School-East（セントラルハイスクール・イースト） アメリカ合衆国アラバマ州
- Nambour Christian CollegeEast（ナンボー・クリスチャン・カレッジ） オーストラリア

### 研修機関・訪問研修校
- Holyport College（Berkshire） イギリス
- University of Oxford イギリス
- Cecilien Gymnasium ドイツ
- Heinrich Heine University Düsseldorf ドイツ
- The University of Queensland(Brisbanen) オーストラリア
- St.Joseph's Institution シンガポール

### 研修受け入れ校
(千葉県、国際交流団体等の要請により不定期に受け入れを行っている。)
- Wellington Highschool ニュージーランド (2013年)
- Akdeniz University トルコ(2016年)
- 国立竹東高級中学 台湾(2016年)
- 台中市立台中女子高級中学 台湾 (2017年)
- KOLEJ ISLAM SULTAN ALAM SHAH校 マレーシア(2018年)

## 校歌

### 校歌
- 第一校歌 (現、旧校歌、1918年制定）
- 第二校歌（1934年制定）
- カレッヂソング（現校歌、1951年制定、作詞・大木惇夫、作曲・乗松昭博）

### 応援歌
- 第一応援歌
- 第二応援歌（新応援歌、1949年制定、作詞・天沢退二郎、作曲・芥川也寸志）
- 新応援歌（創立８０周年記念）
- 一高節
- 荒鷲の歌
- 野球團應援歌

### 旧寮歌
- 成徳館文明寮々歌

## 課外活動
| - 運動部 - 野球 - ラグビー - 陸上競技 - 水泳 - 弓道 - 剣道 - 柔道 - サッカー - バレーボール - バスケットボール - バドミントン - テニス - ソフトテニス - ソフトボール - 卓球 - アマチュアレスリング - カヌー | - 文化部 - 電気 - 音楽 - 軽音楽 - 吹奏楽 - 美術 - 書道 - 工芸 - 将棋 - 化学 - 生物 - 天文気象 - 家庭科茶道 - ESS - 総合文化部 この他に同好会が存在する | - 委員会 - 文化 - 応援 - 放送 - 図書 - 保健 - 美化 - 会則 |

## 文化祭
- 「鍋山祭（なべやまさい）」と呼ばれ、昭和期には9月に開催されていた。2000年代になり7月上旬に開催されていたが、2008年度から2014年度は9月、2015年度からは6月下旬に開催され始めた。

## 学校施設
現在の学校施設
- 記念館(旧本館) - 現在の本館建設以降は記念館となり、普通教室は設置されていない。
- 東館 - 1年生の教室がある
- 本館 - 1974年完成　2・3年生の教室がある
- 西館 - 2年生の教室がある
- 理科館
- 家庭・音楽館
- 第一体育館 - プールが設置されているが故障のため使用停止
- 第二体育館
- 武道場
- 地域交流棟

かつて存在した学校施設
- 図書館棟(創立50周年記念) - 平成元年解体[4]
- 図書館棟(創立60周年記念) - 平成29年解体[4]　鉄筋コンクリート3階建てで、一階に会議室、二階にコンピューター室[注釈 1]、三階に図書室があった。
- 西洋庭園 - 地域交流棟建設のため平成11年に閉鎖された
- 講堂 - 現在の本館建設のため解体された

## 特記事項

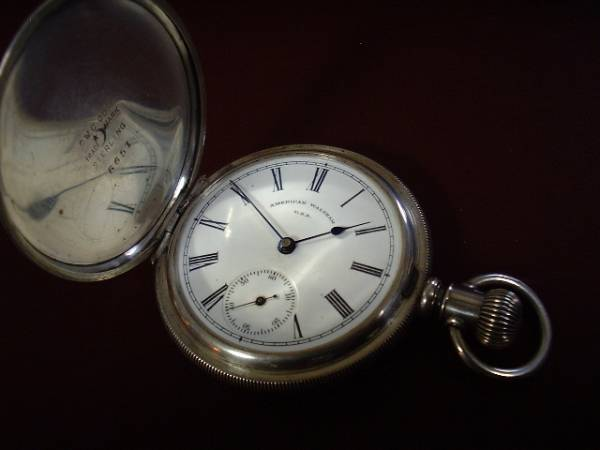
大正期の銀の懐中時計

- 銀時計
1900年の佐倉城追手門から現在地の鍋山町への移転を機に旧佐倉藩主の堀田家からは生徒の学業奨励の為、毎年、成績優秀な卒業生には銀時計(銀の懐中時計)が送られていた。これは終戦の年まで続けられた。
- 東郷池
現在も旧本館（現記念館）の前に残る「東郷池」と命名されている池は、1910年に、日本海軍の日本海海戦での圧倒的な勝利を記念して、当時の生徒や職員の有志が日曜日の休暇時間を利用して開鑿したものである。この海戦は日露戦争中の1905年5月27日から5月28日に対馬沖を戦地として、東郷平八郎司令長官が率いる日本の連合艦隊とロシアのバルチック艦隊との間で行われた艦隊戦である。海戦が5月27日から28日に亘ったことを以って池泉の坪数を27から28の中間に採り、5月に因んで周囲に皐月花を植え、明治38年に因んで池の周辺に38本の杭が打ち込まれた。また池泉は日本海を形どり、岸が朝鮮半島、遼東半島、山東半島を表す形で突出している。また池面には対馬、壱岐、済州島などを模して島が造られている。
- 楷樹
2020年現在、学問奨励の象徴である孔子像は日本国内で、湯島聖堂はじめ27体が確認されている。その1つを佐倉高等学校が所有(千葉県指定有形文化財)しており校内の地域交流施設に展示されている。佐倉藩は学問の振興に熱心で1753年(宝暦3年)に佐倉15代城主の堀田正亮は、江戸城西の上屋敷内に聖堂を建立して孔子祭りを行った記録が残っている。そして1910年(明治43年)佐倉高校の鍋山町への移転および本館(現在の記念館)落成を祝い堀田家から寄贈されたのが現在の孔子像である。1999年(平成10年)に、孔子の七十五代直系子孫である孔健(孔祥林)が、孔子像を聖堂建立以来200年以上に亘って、学問奨励の象徴として手厚く守られて来たことを知り、その孔子像をご覧になるために佐倉高校を訪問され、楷樹の種子を寄贈された。その種子は佐倉高校正門近くに播種され樹木となり生長している。
- 上履き
校内用の上履きはサンダル型のものであり学年カラーのものを各自購入する。2024年度からデザインが変更された。

## 文献

### 校史
- 『千葉県立佐倉高等学校・校史』、1961年発行
- 『県立移管百周年記念「千葉県立佐倉高等学校校史』、1999年発行

### 記念誌
- 『千葉県立佐倉中学校・記念誌(御真影奉蔵所講堂増築竣工並県立移管三十五周年記念誌)』1936年発行
- 『佐倉高校の歩み』1979年発行
- 『千葉県立佐倉高等学校・創立（県立移管）八十周年記念誌』、1983年発行
- 『千葉県立佐倉高等学校・藩校創立200年記念誌・「学統永遠に」』、1992年発行

### 関連資料・関連論文
- 『鹿山文庫と佐倉藩学の推移(印記並びに蔵書構成を通してみたる)』滴草充男著
- 『房総における藩学成立についての教育的考察（佐倉藩成徳書院を中心に）』平井孝一著、1969年出版
- 『近世藩校における学統学派の研究』笠井助治著・吉川弘文館、1969年出版

### 関連図書・関連記事掲載図書
- 『江戸洋学事情』杉本つとむ著・八坂書房、1990年出版 ISBN 4-89694-601-4
- 『千葉の建築探訪』中村哲夫著・崙書房、2004年出版　ISBN 978-4845511006